# Bighorn-bekken

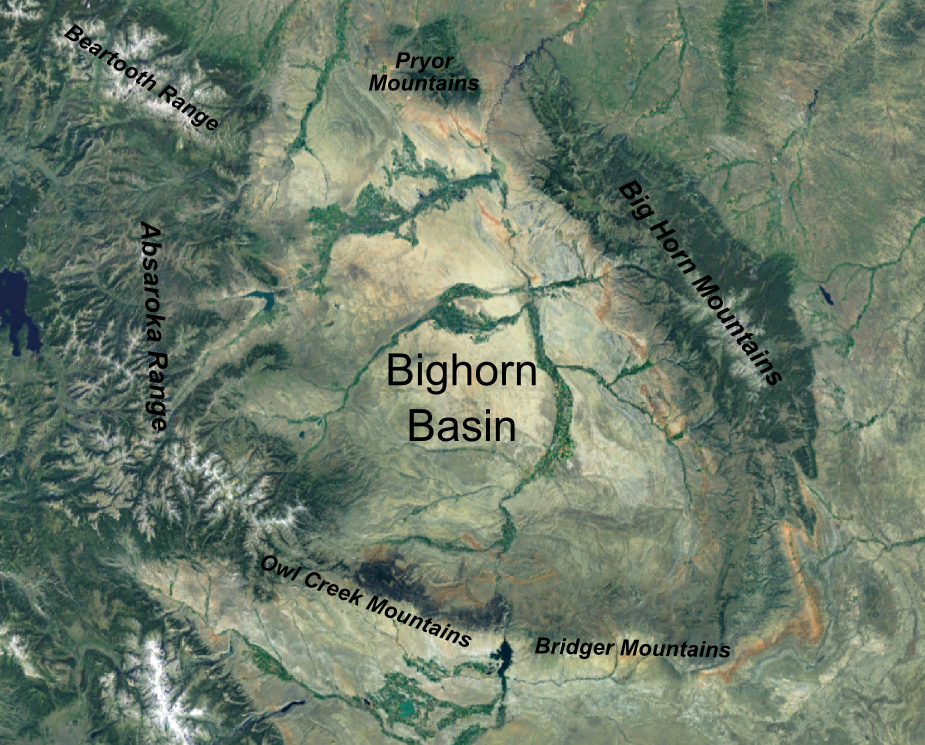
Satellietfoto van het Bighorn-bekken.

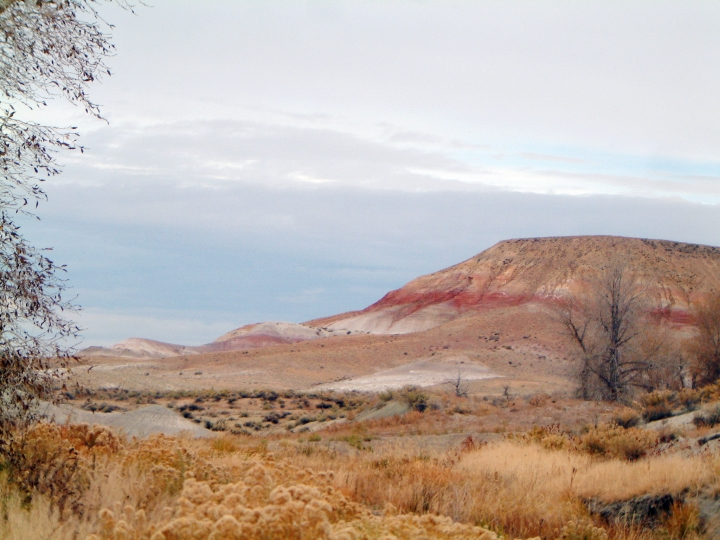
De rotsen van de Cloverly-formatie.

Het Bighorn-bekken is een bekken in de Verenigde Staten. Dit bekken bevindt zich hoofdzakelijk in het noorden van Wyoming met een kleiner deel in het zuiden van Montana. 

## Geologie en paleontologie
Het Bighorn-bekken is de belangrijkste vindplaats van fossielen uit het Laat-Paleoceen en Vroeg-Eoceen. De afzettingen in het bekken spelen een belangrijke rol in de kennis over het Paleocene-Eocene Thermal Maximum (PETM), een klimaatsverschijnsel op de overgang tussen de twee delen van het Kenozoïcum. Daarnaast zijn fossielen van dinosauriërs uit het Vroeg-Krijt gevonden in het Bighorn-bekken.  

### Cloverly-formatie
De Cloverly-formatie dateert uit het Vroeg-Krijt. Tot de vondsten in deze afzettingen behoren fossielen van Deinonychus, Microvenator, Tenontosaurus en Leptoceratops.

### PETM
Aan het einde van het Paleoceen, 56 miljoen jaar geleden, trad tijdens het PETM een pijlsnelle opwarming van het mondiale klimaat op. Veel informatie over de invloed van het PETM op het landleven is bekend uit het Bighorn-bekken. In het Laat-Paleoceen was het gemiddeld al veel warmer dan tegenwoordig en de zeespiegels lagen bijna zeventig meter hoger dan nu. Het Bighorn-bekken is tegenwoordig een woestijn, maar destijds was het een gebied met moerassen, traagstromende riviertjes en dichte wouden van berken, platanen, watercipressen, palmbomen en magnolia's. De gemiddelde jaartemperatuur was 20° C, tegenover 7° C nu. Tijdens het PETM steeg daarom de gemiddelde temperatuur nog eens met vijf tot zes graden. Het klimaat in het Bighorn-bekken werd zo nog warmer. Er viel jaarlijks veertig procent minder neerslag dan voorheen en de neerslag werd seizoensgebonden, waarbij droogtes en overstromingen elkaar afwisselden. De moerassen verdwenen en de bossen werden minder dicht. 
Het leven op land werd niet bedreigd en bloeide zelfs uitbundig, maar veranderde wel drastisch. De soorten planten en dieren die voorheen het Bighorn-bekken bewoonden, werden door de hitte richting de poolstreken verdreven. Onder meer de champsosauriërs en de vroege primaatachtigen zoals Plesiadapis verdwenen uit het Bighorn-bekken. Vanuit zuidelijke streken kwamen nieuwe plantensoorten en hagedissen. De vegetatie werd geteisterd door insectenplagen, aangezien zestig procent van de fossiele bladeren aangevreten is door insecten. In het Wa-M, de eerste deel van het Wasatchian, verscheen de ontwikkeldere condylarth Meniscotherium in het Bighorn-bekken. Moderne primaten zoals Cantius en Teilhardina, onevenhoevigen als Sifrhippus en evenhoevigen als Diacodexis verspreidden zich in het PETM over de wereld via landbruggen en bereikten in het Wa-0 het Bighorn-bekken. Hun oorsprong ligt mogelijk in Azië, waar fossielen zijn gevonden die net iets ouder zijn dan die van het Bighorn-bekken. Tot de andere nieuwkomers behoorde onder meer ook de hyaenodonten Arfia en Prolimnocyon. De "Sand Creek Divide Local Fauna" suggereert dat er meerdere immigratiegolven zijn geweest, waarbij de hoefdieren eerder verschenen dan de primaten. Binnen de primaten bereikten de omomyiden zoals Teilhardina het Bighorn-bekken eerder dan de notharctiden zoals Cantius, tegelijkertijd met de hyaenodont Arfia.
Het PETM duurde 100.000-200.000 jaar, de tijd die de Aarde nodig had de koolstofdioxide-injectie weer te absorberen. Het klimaat herstelde zich, waarbij de gemiddelde jaartemperatuur in het Bighorn-bekken daalde naar de 20° C van voor het PETM. Het gebied was wederom begroeid met moerasbossen, maar de fauna was door de immigranten drastisch veranderd. De helft van alle zoogdierfossielen uit het Vroeg-Wasatchian in het Bighorn-bekken behoort tot immigranten. Te midden van de moderne hoefdieren en primaten overleefden nog enkele overblijvers uit het Paleoceen, zoals Chriacus en Coryphodon. Laatstgenoemde had het formaat van een kleine neushoorn en was de algemeenste grote herbivoor in het Bighorn-bekken.

### Verdwerging
Een opvallend fenomeen tijdens het PETM was verdwerging van diverse zoogdiergeslachten in het Bighorn-bekken. Verschillende herbivoren en carnivoren uit deze periode waren kleiner dan verwanten uit hetzelfde geslacht uit het Laat-Clarkforkian en/of latere delen van het Wasatchian. Er zijn twee theorieën voor deze verdwerging. De eerste theorie is evolutionair gestuurd, waarbij de zoogdieren kleiner werden door het warmere klimaat waardoor er minder voedsel, beschutting en leefgebied beschikbaar was. De tweede theorie is ecologisch gestuurd, waarbij de grotere soorten door de klimaatsveranderingen noordwaarts migreerden en vervangen werden door kleinere soorten uit zuidelijkere gebieden. 

### Willwood-formatie
De Willwood-formatie in het Bighorn-bekken is de formatie met de grootste en diverste fauna uit het Vroeg-Eoceen. De fauna is min of meer vergelijkbaar met die van de Wasatch-formatie elders in Wyoming. 